# Màixine
Màixine (en (ucraïnès): Машине, en rus: Машино, Màixino) és un poble de la República Autònoma de Crimea, a Ucraïna, que el 2014 tenia 239 habitants. Pertany al districte de Bakhtxissarai. Fins al 1948 la vila es deia Tatarkoi.

## Població
Segons les dades del 2001 la composició de la població de la vila de Màixine d'acord amb la llengua que empren és la següent:
| Llengua | %     |
| ------- | ----- |
| Rus     | 73,17 |
| Tàtar   | 26,02 |
| Altres  | 0,92  |